# Apiocera moerens
Apiocera moerens is een vliegensoort uit de familie Apioceridae. De wetenschappelijke naam van de soort is voor het eerst geldig gepubliceerd in 1841 door Westwood.
De soort komt voor in Australië (Queensland).